# 川田景秀
川田 景秀（かわだ かげひで、生没年未詳?）は、室町時代の讃岐国の武将。肥前守。香川景宗の四男。香川郡安原山内場城主。法名、春斉。兄弟に香川景兼、川田景連、川田景冬、川田吉景、川田景村、川田景夏。
嘉吉元年、兄、景兼と共に阿波麻植郡川田へ侵攻する。その際、戦勝祈願が叶ったことから、同地の川田八幡を信仰し、兄と共に改姓する。その後、香川郡安原庄へ移り、藤澤氏の居城であった内場城を拠点に勢力を伸ばした。子の権兵衛景安は阿波川田庄へ滞在していたが、文明年間に岩部城へ拠点を移し川田八幡の分霊を岩部の地に勧請し、「岩部八幡神社」を造営した。